# Джимри
Джимри́ (тур. Cimri, перс. جمرى‎) — один из руководителей крупного восстания в 1277 году в Анатолии. Восстание было направлено против власти Хулагуидов, в вассальной зависимости от которых находились Румские султаны. Был претендентом на трон султаната, утверждая, что он сын Кейкавуса II, Алаэддин Сиявуш (перс. علاء الدين سياوش‎). Был возведён на трон, но вскоре потерпел поражение и его казнили.

## Биография

### Имя
Настоящее имя этого человека неизвестно. Джимри — это не имя, а уничижительное прозвище, которым наградили руководителя восстания современные ему историки. Ни он, ни его последователи так его не называли. Джимри в персидском языке означает «жмот, скупой», «человек простого, низкого происхождения», «прокажённый», «возмутитель спокойствия, бунтовщик». Сам он называл себя Алаэддин Сиявуш, по крайней мере, на отчеканенных от его имени в Конье монетах выбито это имя. Источники расходятся в мнении, был ли он действительно сыном султана. По мнению одних, он был «сельджукским принцем, сыном Кей-Кавуса», по мнению других он «рядовой кочевник», «человек без роду, без племени», «самозванец», «выдававший себя за сына султана», «Презренный дьявол сел на трон Сулеймана» (Аксараи, современник событий).
У Кейкавуса, укрывшегося в Судаке, действительно был сын Сиявуш. Нашлись свидетели, которые утверждали, что видели Сиявуша, и подтвердили то, что Джимри и есть Сиявуш. Одним из них был некий Таки Сиваслы, незадолго перед этим побывавший в Судаке. Он заявил, что был знаком с Сиявушем. Оставивший рассказ об этих событиях Ибн Биби называет Таки лжецом.

### Восстание
Против монголов в Анатолии неоднократно вспыхивали восстания. В 1277 году в Малую Азию вторглось войско египетского султана Бейбарса, который разбил армию монголов на равнине Эльбистан и вошел Кайсери. Заключив союз с Бейбарсом, Караманиды вместе с Эшрефидами и Ментеше выступили против монголов (это первое упоминание Ментеше в хрониках). Некоторые учёные полагает, что Джимри был марионеткой беев. По их мнению, после нескольких неудачных операций, лидеры восстания решили заручиться поддержкой масс и придать своему восстанию в их глазах вид законности. С этими целями Мехмед-бей нашёл человека, который стал выдавать себя за сына Кейкавуса . Известно, что Мехмед Караманоглу был первым, кто принёс присягу «Сиявушу» . Советские учёные считали, что беи только присоединились к восстанию, а Джимри был выразителем чаяний народных масс. Известно, что восставшие боролись не только с монголами, но и с сельджукскими феодалами. Согласно источникам, «каждый день убивали какого-нибудь эмира», уничтожали чиновников в Анатолии. По словам историка Аксараи, Джимри поддерживали «низкие классы», «вставшие на неверный путь». В среде восставших был популярен шиизм, о самом Джимри говорили, что он близок к дервишизму.  Восстанием были охвачены почти все юго-восточные и центральные районов империи, а на западе движение добралось до Афьонкарахисара.
15 мая 1277 года восставшие захватили Конью и на следующий день возвели Джимри на трон под именем Сиявуша; как атрибут власти над ним был развёрнут церемониальный зонт Кей-Кубада. О вступлении на престол «султана Сийявуша» были разосланы фирманы, его имя стали читать в хутбе, были отчеканены монеты. Мехмед-бей, по мнению многих настоящий лидер движения, стал визирем самозванца. Согласно Ибн Биби, один из первых указов, принятых на заседании совета, гласил, что ни один язык, кроме турецкого, не должен использоваться в правительственных учреждениях и при дворе. Неизвестен его первоначальный текст, поскольку рассказ о событиях Ибн Биби писал по-персидски. Это единственный известный указ от правления Джимри-Сиявуша.
Для укрепления своего положения Джимри хотел жениться на дочери Кылыч-Арслана. Мать девочки, Газайла-хатун, выиграла время, попросив четыре месяца, якобы для того, чтобы подготовить приданое.
В Конье Джимри и Мехмед-бей продержались лишь месяц. Визирь султана Кей-Хосрова III Сахиб Фахреддин Али обратился за помощью к Абаке-хану, но, не дожидаясь прибытия монгольских войск, Фахреддин собрал войска и, поставив во главе сыновей, направил их к Конье. Мехмед-бей, узнав, что сыновья Фахреддин направляются к Конье с армией, отправился навстречу им в Акшехир, где победил их в битве, сыновья Сахиба погибли. Хотя Сиври-Хисар сдался, но Афьонкарахисар продолжал сопротивление, и поэтому Мехмед-бей вернулся в Конью. Он объявил, что отправится в Эрзурум, чтобы сражаться с монголами, но поскольку он не мог собрать необходимые войска, он отказался от этого плана. Абака отправил визиря Шамседдина Мухаммада Джувейни во главе большой армии в Анатолию в сентябре 1277 года. После грабежей и набегов монгольские отряды оставалось зимовать у Кейхюсрева. Весной султан и визирь Фахреддин выступили против Караманидов в Мут. Мехмед-бей, расположившийся лагерем у крепости Курбаги, столкнулся с монгольским отрядом и был убит вместе с двумя братьями и двоюродным братом в стычке. Голову Мехмеда на пике выставили на обозрение.
После смерти своего основного союзника (или начальника) Джимри сбежал и организовал дальнейшее сопротивление, но без Мехмеда-бея его возможности были малы, он был побеждён Кейхюсревом (31 мая 1278/20 июня 1278/20 мая 1279) и взят в плен союзниками монголов, Гермиянидами. Его привезли в Конью и жестоко казнили. Гордлевский писал, что Джимри был повешен, однако прочие историки описывают смерть самозванца иначе. Перед казнью Джимри мужественно себя вёл и не просил пощады, по словам Ибн Биби, мятежник «говорил нехорошие слова и всякий вздор». В назидание остальным с тела Джимри содрали кожу, набили её соломой и возили чучело по городам, часть авторов утверждает, что кожу сдирали живьём, часть утверждает, что Джимри сожгли заживо, а кожу сдирали с обгорелого тела.

### Оценка восстания
Это восстание историки называют самым крупным, самым известным антимонгольским выступлением в Анатолии. Ильханы и султаны Рума испытали страх перед силой восстания и широтой охваченной им территории, именно потому казнь Джимри была жестока, а тело его провезли, по словам Ибн Биби, через все города империи в назидание остальным.